# Punzierung

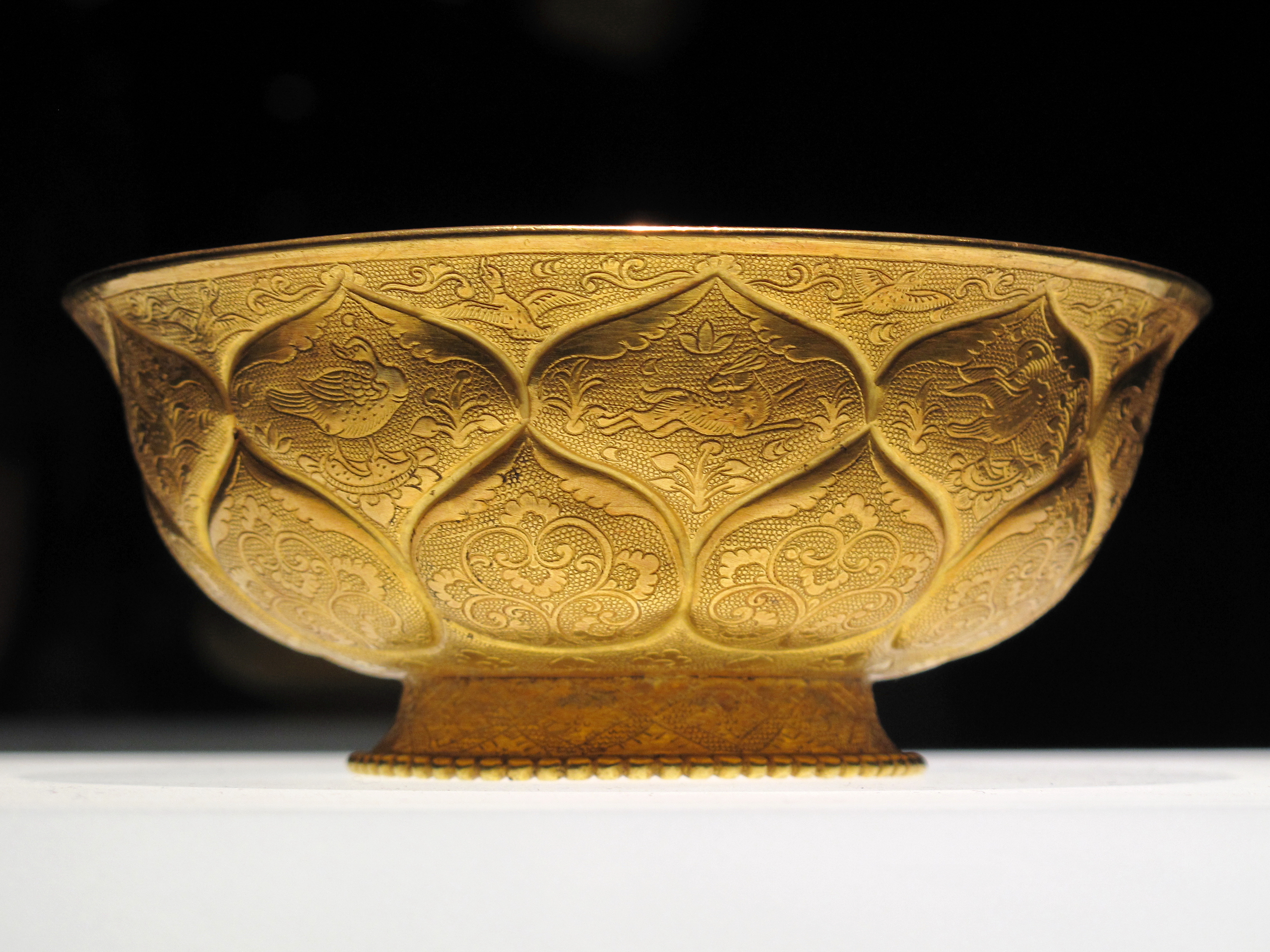
Punzierte Trinkschale aus Gold: China, 8. Jahrhundert

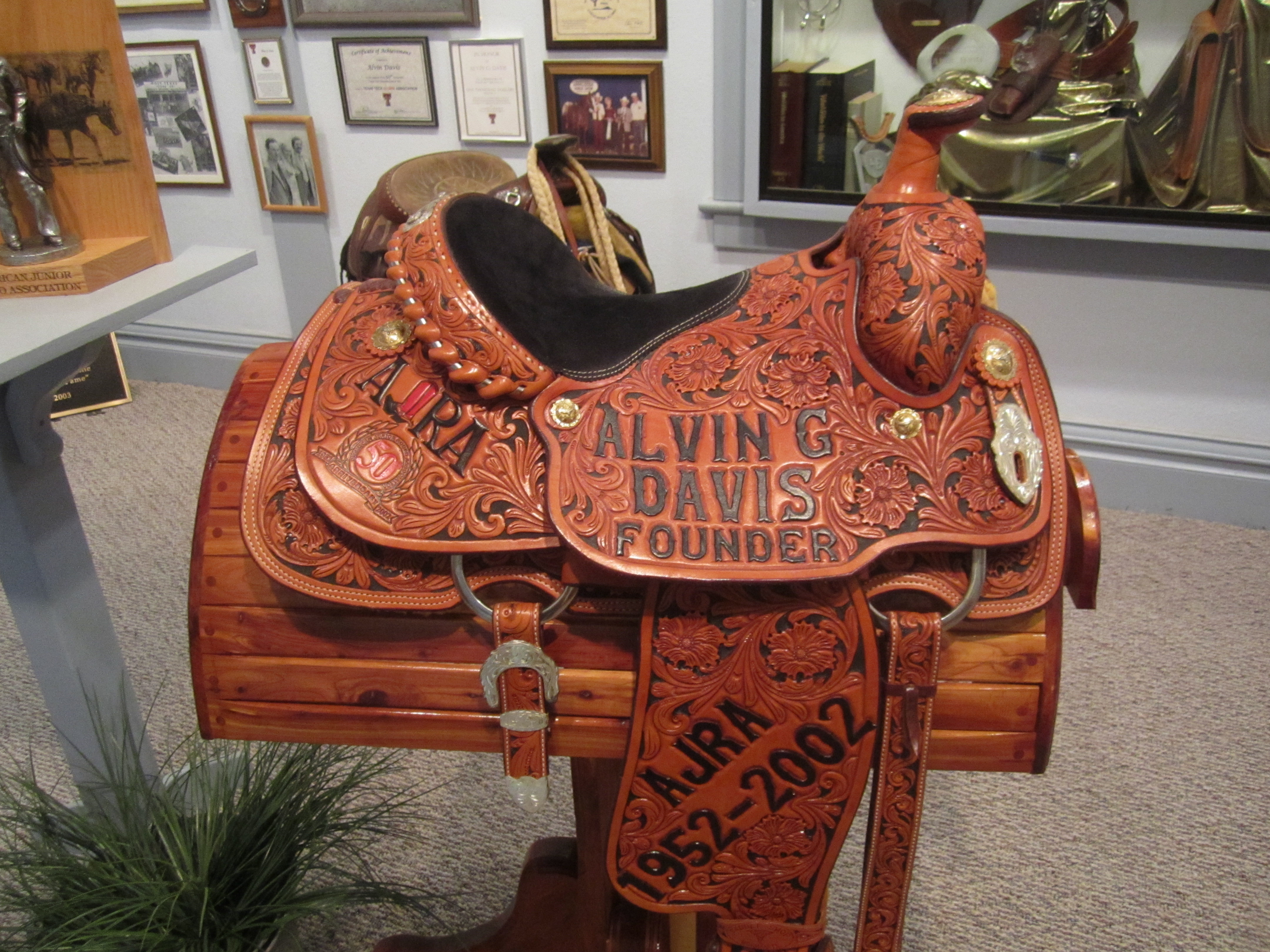
Punzierter Westernsattel aus Leder: USA, 20. Jahrhundert

Eine Punzierung ist eine Prägung in Metall oder Leder, das Motiv ist also in das Material versenkt als Negativ zu sehen. In der Regel versteht man darunter das Eintreiben von Mustern und Formen in das Material in Handarbeit.
Als Werkzeug verwendet man Punzen (auch Punziereisen), dies sind Metallstifte, deren Ende eine einfache geometrische Form besitzt. Häufig werden für kleine Ornamente auch Punziereisen mit vorgefertigten Mustern benutzt, da diese immer gleich aussehen und Arbeit sparen.

## Metallpunzierungen

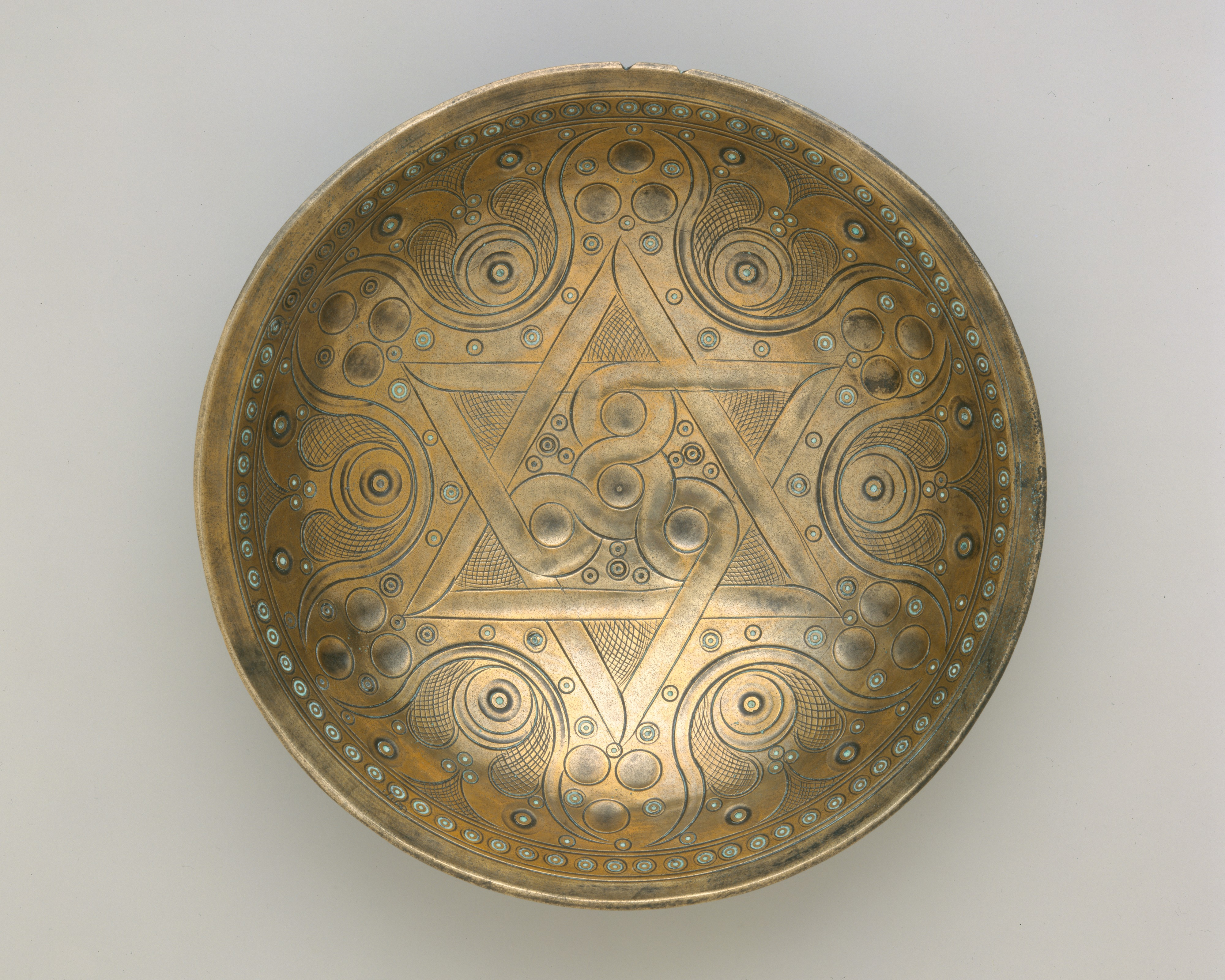
Bronzeschale aus Persien, 12. Jahrhundert, produziert mit mehreren Techniken: Guss, Treiben, Punzierung, Gravur

Bereits in der Antike wurden Gebrauchsgegenstände zu dekorativen Zwecken bearbeitet, solide Metallobjekte waren dabei keine Ausnahme, so gibt es Überreste von punzierten Bronze- und Eisenwaffen, aber auch Schmuck und Geschirr. Beim Punzieren des Metalls wird mit Hilfe von Punziereisen in ständiger Wiederholung Schlag neben Schlag gesetzt, bis fortlaufende Linien, Punktreihen oder auch einfache ornamentale Motive entstanden sind. Da das Material nicht abgetragen, sondern verformt wird, benötigt man wie beim Ziselieren eine plastische Unterlage. Die Übergänge zwischen Techniken waren fließend, so gab es neben Stempel-Punzierungen auch Loch-Punzierungen auf getriebenen Metallblechen. Weil selbst mit feinen Werkzeugen die händische Punzierung eine vergleichsweise grobe und zeitaufwändige Technik ist, werden dekorative Metallobjekte in der Neuzeit meist mit anderen Techniken hergestellt.

### Punzierung zur Kennzeichnung

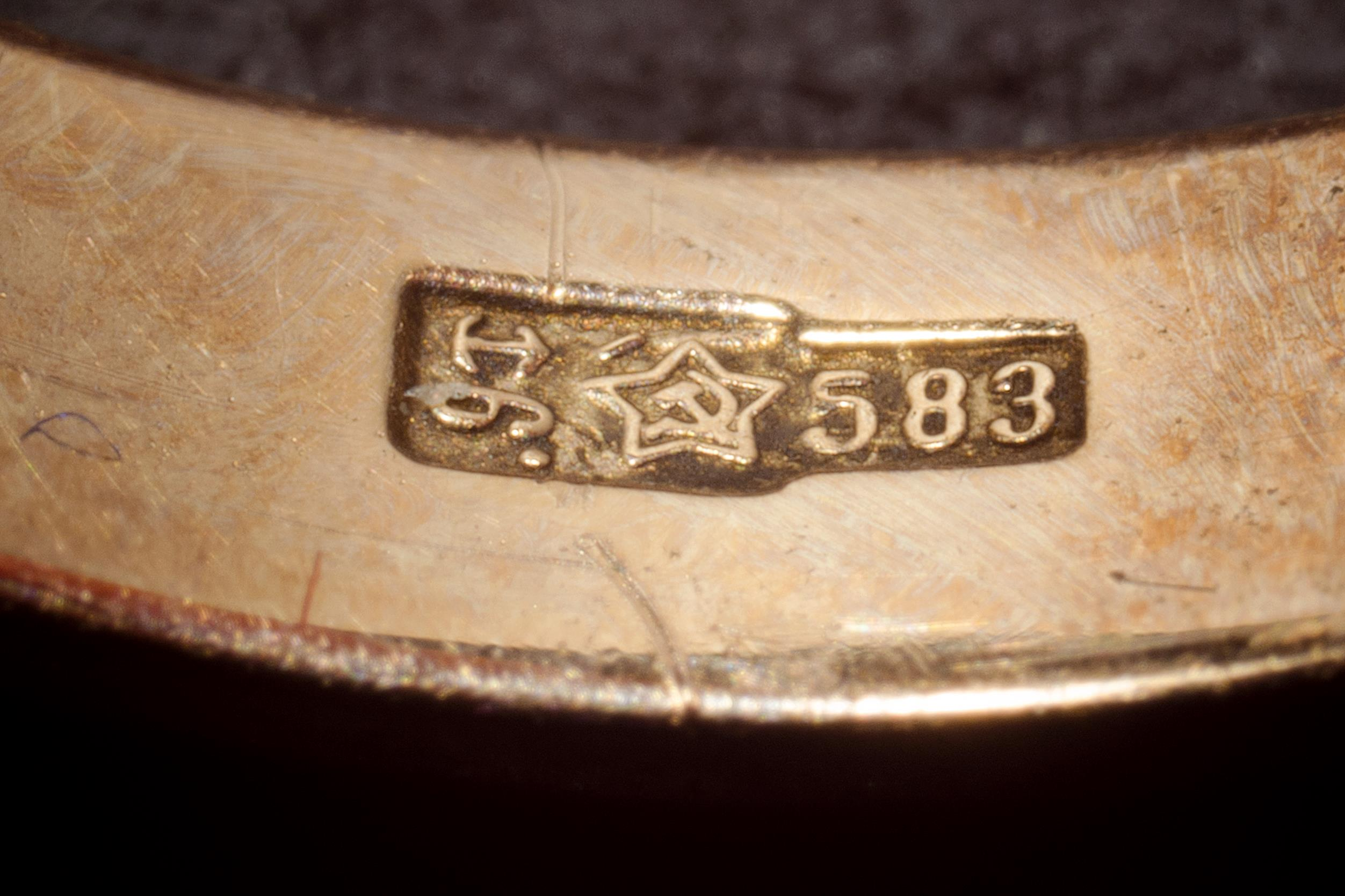
Sowjetische Repunze in Gold

Häufig ist heute allerdings immer noch die Punzierung von Objekten mit einem Prägestempel zur Kennzeichnung, etwa eines Herstellers oder einer Prüfstelle. Barren aus Edelmetall erhalten etwa eine Punzierung bezüglich ihres Feingehalts.
Im griechischen Altertum und Mittelalter wurden Münzen auf der Vorder- oder Rückseite punziert. Seltener erfolgte das beidseitig. Dabei ging es um die Kennzeichnung in hoheitlicher Bestimmung. Häufig findet man diese Form der Kennzeichnung bei Zinnmarken, um auf einen Hersteller von solchen Wertgegenständen hinzuweisen. Eine Punzierung kommt in der heutigen Münzprägung meist nicht auf dem Avers und dem Revers, sondern auf dem Münzrand vor. Sie wird weiterhin bei Goldschmieden und Juwelieren als Feingehaltstempel angewendet und findet sich als Goldpunze oder Silberpunze auch in Uhrengehäusen.
Bei seltenen historischen Münzen werden mitunter punzierte Neuprägungen, auch als moderne Nachbildungen bezeichnet, hergestellt. Das Jahr der Nachbildung oder ein Hinweis auf die neue Prägung ist auf dem Gepräge mit einer kleinen Punzierung gekennzeichnet. Dadurch kann die Nachbildung vom Original unterschieden werden (siehe dazu 3 Mark Friedrich der Weise und Turmtaler#Nachbildung).
Die Punzierung wird auch mittels Eichstempel auf geeichten Gewichten für Balkenwaagen vorgenommen. Auf vielen Gewichten sammeln sich über den Lauf der Zeit mehrere Punzierungen an. Punzierungen können aber auch die Aufgabe haben, dass ehemals gültige Geldzeichen aus Metall wie Münzen ungültig gemacht werden.

## Lederpunzierungen

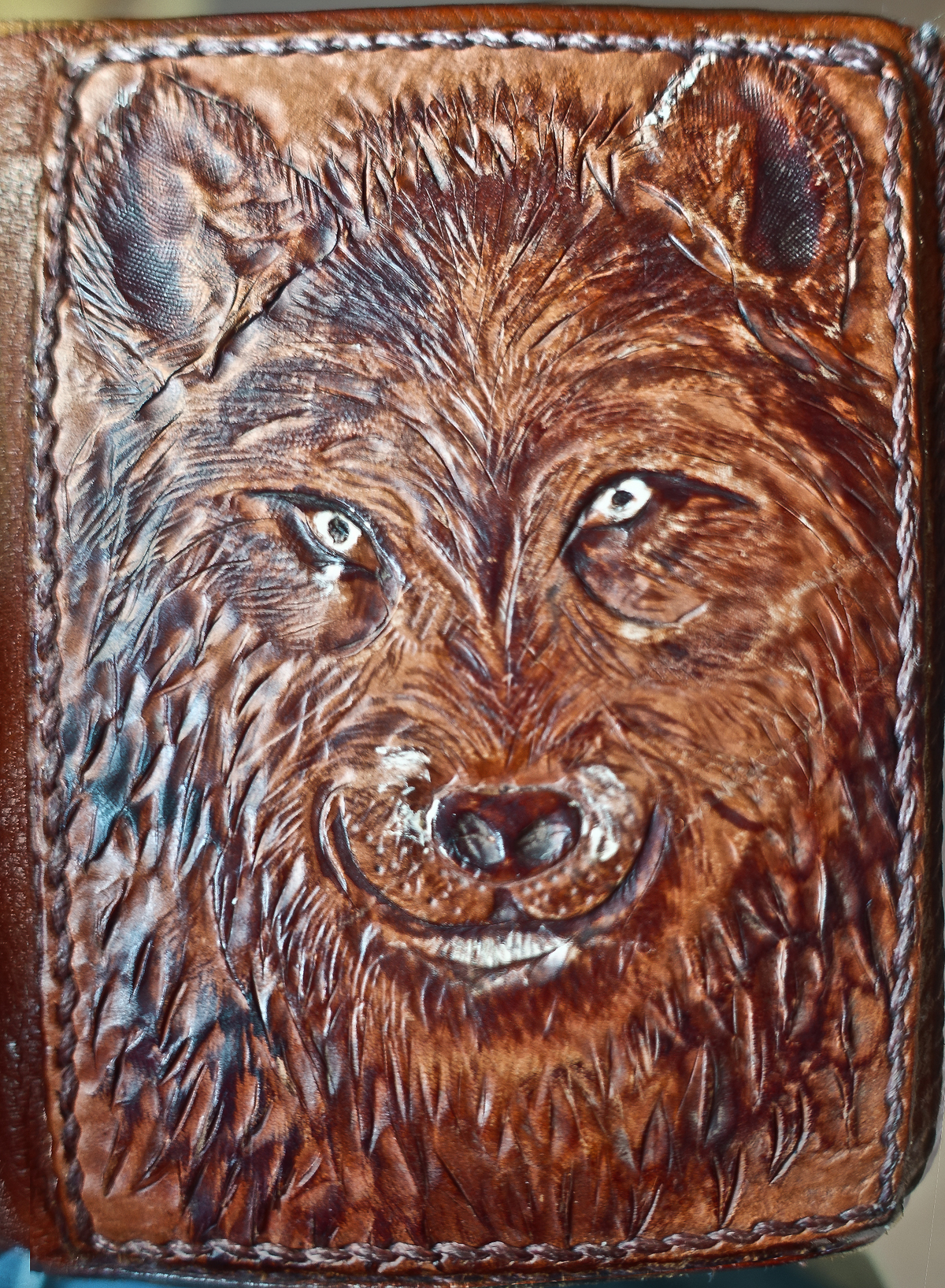
Freihändig punzierter Wolfskopf auf Leder-Portemonnaie

Der Punzer ist ein historischer Kunsthandwerker, der Motive auf das Leder von Bucheinbänden, Pferdesätteln, Taschen, Lederkleidung o. Ä. überträgt. In der Neuzeit rückte dieses Handwerk bei der Serienproduktion in den Hintergrund, da Leder industriell mit Maschinen geprägt werden kann und so preiswerte Massenfertigung möglich ist. 
Prinzipiell können alle Lederartikel aus Blankleder mit Punzierungen versehen werden. Dies reicht heute von Handtaschen über Gürtel, Gürteltaschen, Handytaschen, Ipadhüllen, Mousepads, Untersetzer, Knobelbecher, Schmuck etc. bis zu Hundehalsbändern. In der Vergangenheit waren es vor allem Messerscheiden, die speziell angefertigt und personalisiert wurden. Auch in der Biker-Szene werden Ledersitze und Satteltaschen von Harley-Davidson-Motorrädern oft mit sehr aufwendigen Punzierungen ausgestattet. In der Mittelalterszene ist das Punzieren ebenfalls stark verbreitet, auf Mittelaltermärkten werden zahlreiche von Hand punzierte Lederartikel wie Gürtel, Armschienen und Armbänder angeboten. In jüngster Zeit ist außerdem ein Trend zu moderneren Motiven auf Handtaschen und sonstigen Accessoires zu beobachten. Bei Lederartikeln mit Punzierungen aus Handarbeit handelt es sich in der Regel um kostbare Einzelstücke, die unmittelbar für einen Auftraggeber angefertigt, punziert und vielfach auch mit Namen oder Initialen personalisiert werden.

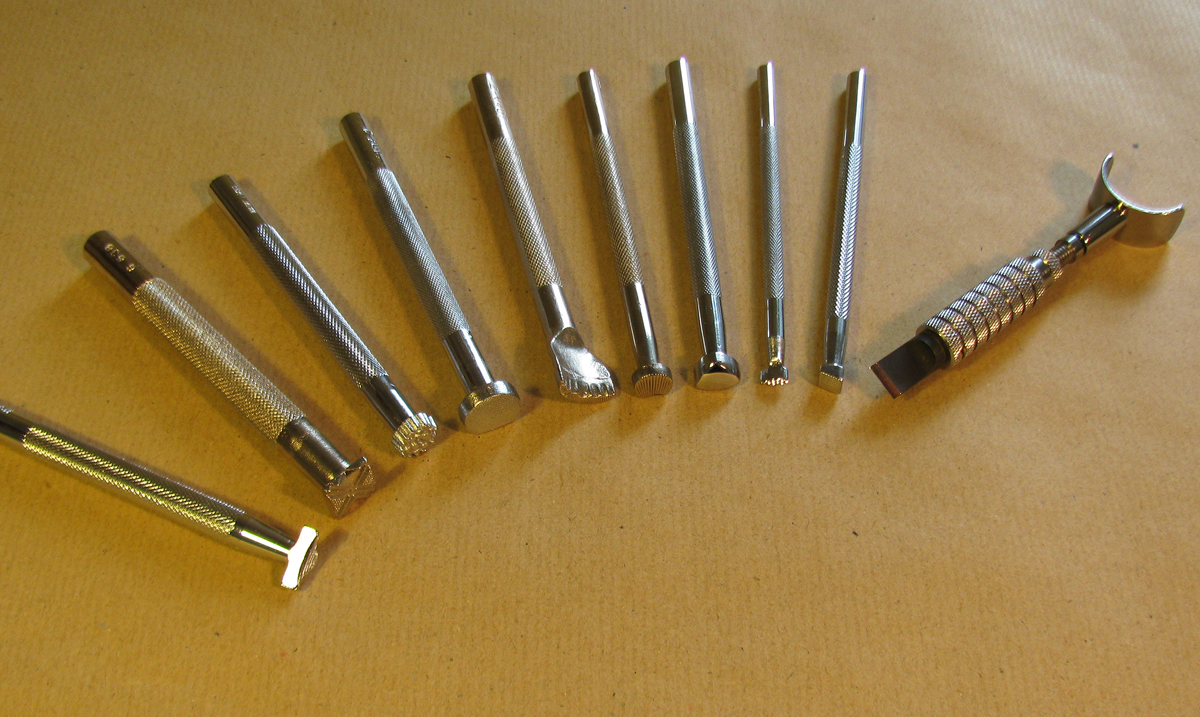
Drehmesser und Punziereisen

Leder wird mit Punziereisen geprägt, um eine Vertiefung des Musters zu erwirken. Da das Leder elastisch sein muss, können keine chromgegerbten Leder verwendet werden, sondern nur vegetabil (pflanzlich) gegerbte Rindleder. Andere Leder von Schwein, Ziege, Lamm etc. sind zum Punzieren nicht geeignet und werden nur als Futterleder verwendet. Auch das Rindleder muss als Vollleder mit Narben- und Fleischseite vorliegen, bei einem Fettgehalt von 5 bis 10 Prozent nennt man es Blankleder; Spaltleder ist ungeeignet. Das Punzieren findet immer auf der Narbenseite statt. Nicht alle Partien der Rinderhaut sind gleich gut geeignet. Am besten sind Croupon und Hals, die Flanke (Seite) wird nicht verwendet, da sie zu dehnbar ist. Zum Punzieren sollte das Leder zwischen 2 und 3,5 mm stark sein. 2 mm starkes wird für sehr weiche Taschen und 3–3,5 mm starkes für starke Gürtel verwendet.
Leder ist zu elastisch, um im trockenen Zustand punziert zu werden. Daher muss es zuvor mit Wasser angefeuchtet werden, bis auch die innerste Schicht Wasser aufgenommen hat. Ist die Oberfläche wieder nahezu trocken, kann das Muster mit den Punziereisen in das Leder geprägt werden.
Die zu punzierenden Motive müssen zuerst auf das Leder aufgetragen werden. Dies wird durch das Eindrücken mit einem stumpfen Griffel auf die angefeuchtete Oberfläche erreicht, wodurch dunkle Spuren an den entsprechenden Stellen entstehen. Die Linien werden anschließend in die nasse Oberfläche mit einem Drehmesser (englisch: Swivel Knife) eingeschnitten. Punzieren ist sehr zeitaufwendig, da man das Muster aufzeichnen, einschneiden und in zeitraubender Handarbeit Schlag um Schlag mit diversen Punziereisen in das Leder einschlagen muss. 
Nach dem Punzieren des Leders wird es meistens mit diversen Lederbeizen und -farben eingefärbt. Mit dem Auftragen einer speziellen Antikpaste auf die colorierten Flächen kann der Eindruck eines alten Lederartikels erzeugt werden. Zum Schluss werden die Ränder geglättet und gefärbt sowie die Oberfläche meistens noch wasserabweisend versiegelt.

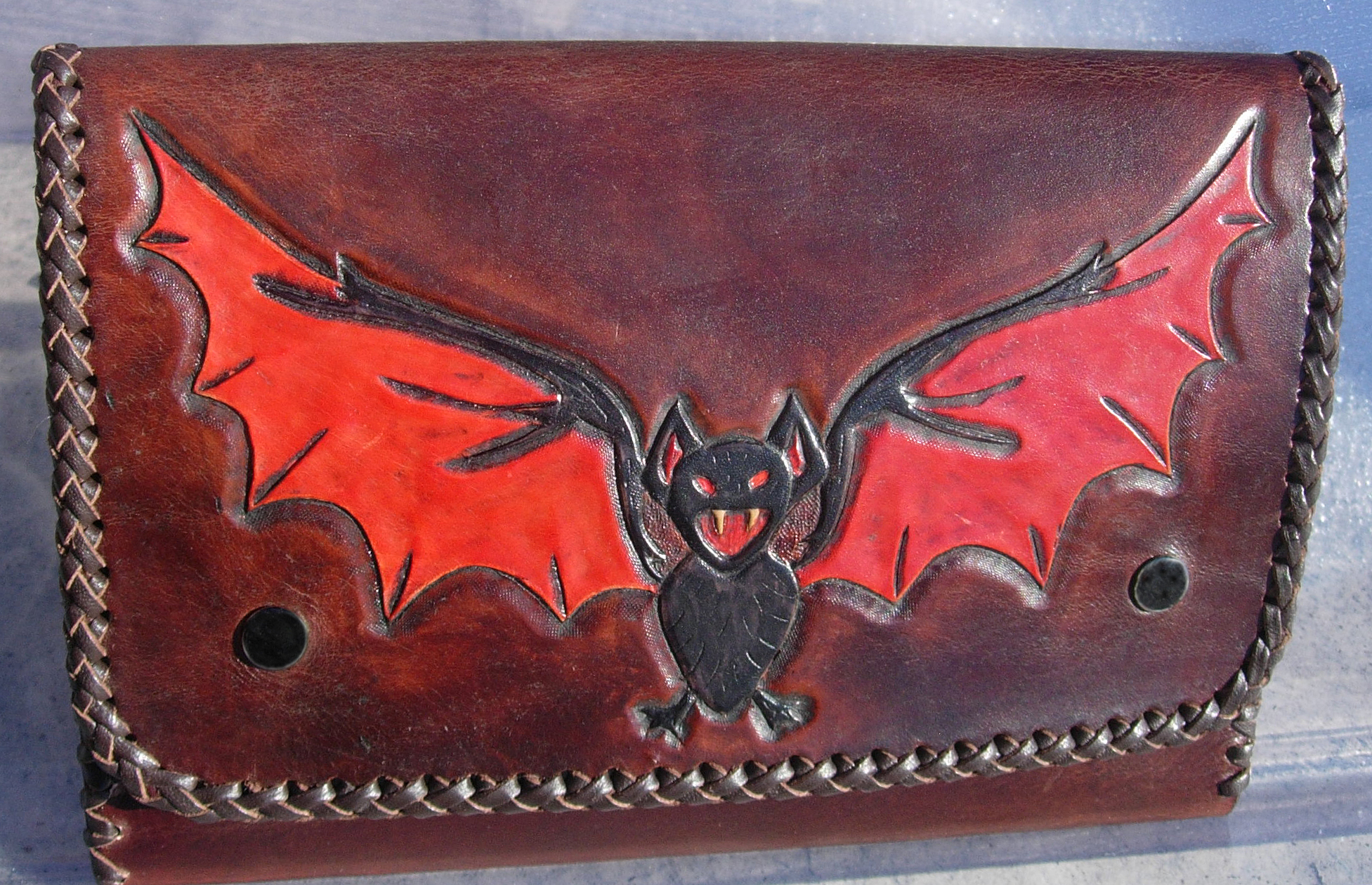
Punzierte Ebookreadertasche

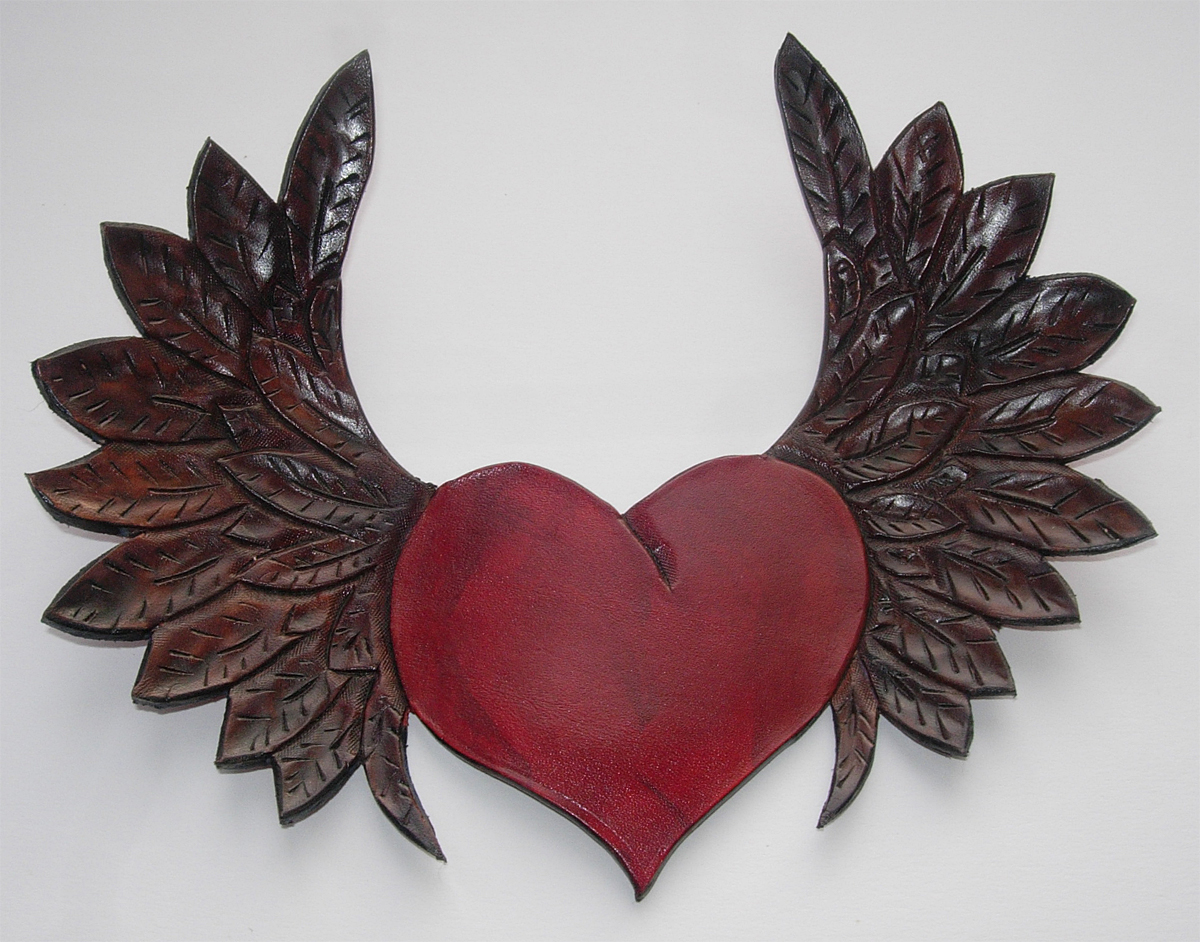
Herz mit punzierten Flügeln

Insbesondere in den USA hat das Punzieren von Leder in der Cowboy- und Reitsportszene bis heute eine große Bedeutung. Deshalb ist die amerikanische Tandy Leather Factory der weltweit größte Anbieter von Werkzeugen und Materialien zum Punzieren. Im Onlineversand und in vielen Tandy-Geschäften in den USA sind mehr als 200 verschiedene Punziereisen erhältlich. In Europa gibt es Tandygeschäfte nur in England und Spanien. Aber auch in Deutschland gibt es eine aktive Szene von Punzierern, die ihre Produkte meistens online oder auf Märkten anbieten.

## Punzierung im Vergolderhandwerk
Punzieren bezeichnet im Vergolderhandwerk eine bereits seit dem 13. Jahrhundert in der italienischen Tafelmalerei angewandte Technik zur Verzierung vergoldeter Oberflächen (beispielsweise Bilderrahmen). Die Punzen entstehen durch das Einschlagen punktförmiger Vertiefungen mittels eines hammerähnlichen Spezialwerkzeugs in schneller Schlagfrequenz. Als Punzwerkzeuge finden Punzhammer, Punzierstift und Holzschlegel Anwendung. Auf Bilderrahmen der italienischen Renaissance gibt es Punzierungen sowohl als eigenständiges Verzierungselement in Form von Mustern wie auch als Dekoration zur Hintergrundgestaltung in Verbindung mit Schnitzornamenten. Zur Hintergrundgestaltung sind Ornamente von verstreuten, nur als strukturelles Muster angelegten, eher zufällig wirkenden Lochpunzen in der vergoldeten Oberfläche umgeben. Durch die Punzierung ergeben sich Licht- und Schatteneffekte, die die Ornamente besonders reizvoll hervorheben.
Auch die Buchblöcke historischer Drucke und Handschriften können – meist nach einer Vergoldung – ornamental mittels Punzierung kunstvoll gestaltet sein (Schnittverzierung). Dazu wird der Buchblock fest eingespannt und mit den Punzen bearbeitet.